# Henri Van Kerckhove
Henri Van Kerckhove, né le 6 septembre 1926 à Bruxelles et mort le 4 novembre 1999 à Louvain, est un cycliste belge, professionnel de 1947 à 1960,.

## Palmarès

### Amateur
- 1946
  -  Champion de Belgique sur route amateurs
  -  Médaillé de bronze du championnat du monde sur route amateurs
- 1947
  -  Champion de Belgique de poursuite amateurs

### Professionnel
- 1948
  - 1re étape du Tour de Belgique
- 1949
  - 8e étape du Tour des Pays-Bas
  - 1re étape du Tour de Belgique
  - 2e des Trois villes sœurs
- 1950
  - 2e du Circuit de l'Ouest à Mons
  - 2e de la Flèche halloise
  - 3e de Huy-Roubaix-Huy
- 1951
  - 7e étape du Tour de l'Ouest
  - Grand Prix du Brabant wallon
  - 2e du Prix national de clôture
  - 2e de Bruxelles-Couvin
  - 3e du Tour de l'Ouest
  - 3e du Grand Prix de la ville de Zottegem
- 1952
  - 3e étape du Tour des Pays-Bas
  - Classement général du Tour de Belgique
  - Grote Prijs Dr. Eugeen Roggeman
  - Circuit des cinq collines
  - 2e de Liège-Bastogne-Liège
  - 3e du Prix national de clôture
  - 3e du Grand Prix de la ville de Vilvorde
  - 3e du Circuit du Houtland
  - 3e de la Flèche halloise
- 1953
  - Escaut-Dendre-Lys
  - Bruxelles-Couvin
  - 2e du Circuit de Flandre centrale
  - 3e de la Flèche halloise
- 1954
  - Tour de Belgique :
    - Classement général
    - 1re étape

  - Escaut-Dendre-Lys
  - 5e étape du Tour d'Europe
  - Circuit du Port de Dunkerque
  - 3e du Circuit de Flandre orientale
- 1955
  - Tour du Brabant
  - 2e de la Ruddervoorde Koerse
  - 2e du Grand Prix du Brabant wallon
- 1956
  - 3e de Escaut-Dendre-Lys
  - 3e de la Vlaamse Pijl Kalken
  - 3e du Circuit des cinq collines
- 1957
  - 2e de Escaut-Dendre-Lys
  - 3e du Circuit des cinq collines
- 1958
  - 2e du Grand Prix Marcel Kint

## Résultats sur les grands tours

### Tour de France
- 1952 : abandon (8e étape)

### Tour d'Italie
- 1955 : abandon